# 包考市立市場
包考市立市場（葡萄牙語：Mercado Municipal de Baucau）是東帝汶包考的一座葡萄牙風格建築。建於1932年，最初是作為該市的公共市場，但是後來因為戰爭的原因被廢置、毀損，直至2014年才被翻修改作文化中心。

## 歷史

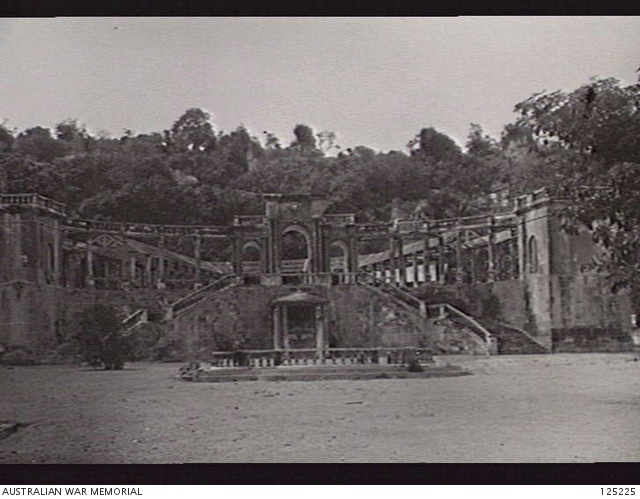
被戰爭毀壞的建築，攝於1946年

1928年，阿曼多·愛德華多·平托·科雷亞擔任包考區行政長官。在任期間，平托·科雷亞推動了包考市諸多工程的建設，包括公共建築、住宅、辦公室和平托·科雷亞學校，包考市立市場也是此時被列入工程建設計畫中。
1932年10月，包考市立市場建成開放。其輕盈的線條以及在山坡與草地之間的安置，使其在社區中獲得當地使用者的稱讚。然而，由於市場豪華和規模過大，政府機構認為此浪費錢財而抨擊此工程。
二戰期間，這座建築被部分摧毀。1970年，建築才獲得重建。但是在1999年東帝汶獨立公投後，印尼軍方因報復而再次摧毀這座建築。
2009年，東帝汶政府宣布將對翻新這座已經嚴重老化的建築。根據公告，該建築將會再利用作文化中心。翻新工程包括在建築的中心區域建設一個用於文化表演、會議和展覽的移動結構，以及可以容納展覽及一個小型圖書館的外圍房屋。
2012年，香港自由新聞創辦者兼記者湯姆·格蘭迪報導稱包考市立市場「仍未修復」，並形容它「迷人而詭異」。2014年，翻修工程完成。原來的白色外牆被黃色和藍色相結合的圖案粉刷，屋頂則被粉刷為粉紅色。

## 建築

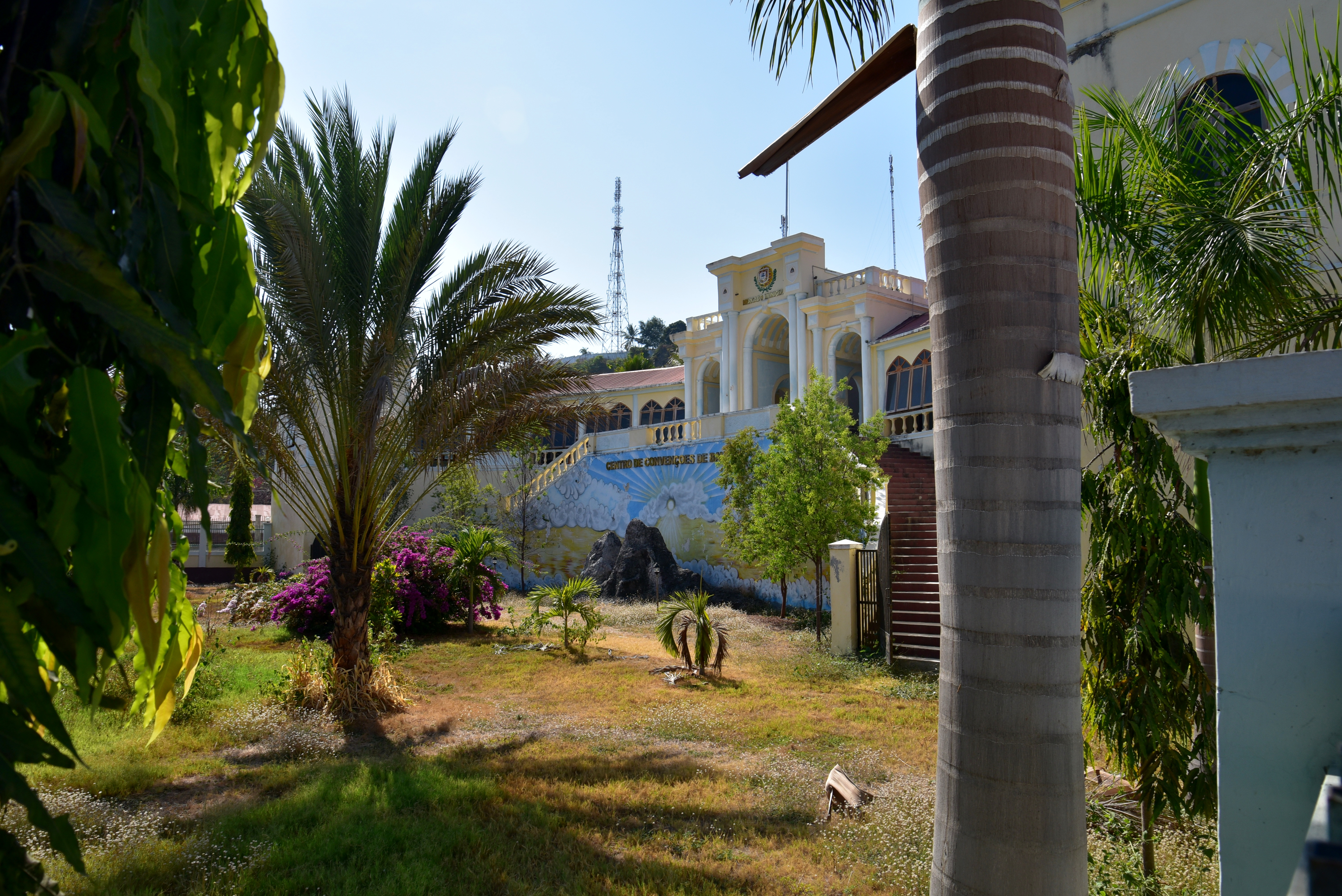
包考市立市場的另一個角度，攝於2018年

該建築的設計受法國影響，與19世紀末和20世紀初建立的歐洲博覽會和展覽館相似。對於葡萄牙殖民時期的東帝汶來說，這座建築是異常巨大的。它蓋在一個從南到北的斜坡上，被作為庭園的一部分，庭園現已不存。
建築的南端是一個由柱廊和拱門組成的半圓形長廊。長廊的兩端分別與在東北角和西北角的配套塔樓相接。建築物的北側是拱形的走廊，與塔樓用開放的拱門相連接。建築北面的高台可以俯瞰到市場前面的公眾廣場。
上層和下層被一道空白的磚石護牆分割，兩座樓梯從兩座塔樓的底部延伸凱旋門前的平台上，凱旋門的頂部裝飾著葡萄牙國徽。拱門兩側是帶有植物形態柱頭的圓柱，以及兩個較小的帕拉第奧母題。
這座建築最初還有一個入口，在其低層有門楣和柱子，不過在後來因戰爭而被毀，翻新時沒有恢復。此外，上層柱廊的柱子之間的拱門在翻新後改為裂片狀，改變了建築原有的外觀。

## 外部連結
维基共享资源上的相關多媒體資源：包考市立市場